# Дополнение узла
Дополнение узла — пространство, получающееся из шара вырезанием цилиндра, заузленного в форме этого узла.
Дополнение является важной конструкцией в теории узлов, связывающей её с трёхмерной топологией. Многие инварианты узлов, такие как группа узла, являются в действительности инвариантами их дополнений.

## Определение
Дополнением ручного узла называют несколько тесно связанных между собой пространств. В простейшем случае имеется в виду теоретико-множественная разность {\displaystyle \mathbb {R} ^{3}\backslash K}, где
{\displaystyle K\subseteq \mathbb {R} ^{3}} — некоторый геометрический представитель данного узла.
Такое пространство обладает рядом недостатков, и чаще рассматривают разность {\displaystyle S^{3}\backslash K}, где {\displaystyle S^{3}=\mathbb {R} ^{3}\cup \{\infty \}} — одноточечная компактификация трёхмерного евклидова пространства, то есть трёхмерная сфера.
Наконец, для возможности привлечения различных алгебро-топологических и аналитических инструментов, требующих компактности, в литературе дополнением узла обычно называют множество
{\displaystyle X_{K}:=S^{3}\backslash U(K)},
где {\displaystyle U(K)} — открытая трубчатая окрестность геометрического узла {\displaystyle K}.
Аналогично определяются дополнения зацеплений.
Несмотря на своё определение, пространство {\displaystyle X_{K}} может быть вложено в {\displaystyle \mathbb {R} ^{3}}, а именно, оно гомеоморфно пространству, получающемуся из шара вырезанием открытого цилиндра, заузленного в форме {\displaystyle K}.

## Примеры
Дополнение тривиального узла получается из шара вырезанием прямого цилиндра и гомеоморфно полноторию. Альтернативный взгляд на данный полноторий представлен на рисунке. Вместе с таким полноторием трубчатая окрестность тривиального узла образует простейшее разбиение Хегора трёхмерной сферы.
Внутренность дополнения узла трилистника гомеоморфна фактору вещественной специальной линейной группы по её дискретной подгруппе:
{\displaystyle {\rm {Int}}(X_{K})\cong {\rm {SL}}_{2}(\mathbb {R} )/{\rm {SL}}_{2}(\mathbb {Z} )}.
Эта внутренность также гомотопически эквивалентна конфигурационному пространству {\displaystyle {\rm {UConf}}_{3}(\mathbb {R} ^{2})} трёхэлементных подмножеств плоскости, которое является шестимерным многообразием.

## Свойства
Пространство {\displaystyle X_{K}} является связным, компактным, неприводимым трёхмерным многообразием. Его внутренность гомеоморфна пространству {\displaystyle S^{3}\backslash K}. Его край, в свою очередь, гомеоморфен тору, поскольку совпадает с краем замыкания трубчатой окрестности {\displaystyle U(K)}, гомеоморфного полноторию. В отличие от {\displaystyle X_{K}}, пространства {\displaystyle \mathbb {R} ^{3}\backslash K} и {\displaystyle S^{3}\backslash K} являются некомпактными трёхмерными многообразиями без края.
Дополнения узлов, а также зацеплений, являются многообразиями Хакена.
Фундаментальные группы пространств {\displaystyle \mathbb {R} ^{3}\backslash K}, {\displaystyle S^{3}\backslash K} и {\displaystyle X_{K}} изоморфны и называются группой узла. Первая группа гомологий дополнения узла является бесконечной циклической и, как и для любого пространства, изоморфна абелианизации его фундаментальной группы:
{\displaystyle H_{1}(X_{K};\mathbb {Z} )\cong \pi _{1}(X_{K})^{ab}\cong \mathbb {Z} }.
Она порождается образом любой меридиональной петли узла. Целое число, соответствующее гомологическому классу в {\displaystyle H_{1}(X_{K};\mathbb {Z} )} замкнутой ориентированной кривой в {\displaystyle X_{K}}, равно коэффициенту зацепления этой кривой с геометрическим узлом {\displaystyle K}.
Поскольку пространство {\displaystyle X_{K}} связно, имеется изоморфизм {\displaystyle H_{0}(X_{K};\mathbb {Z} )\cong \mathbb {Z} }. Как и младшие группы гомологий, гомологии дополнения узла можно вычислить с помощью двойственности Александера:
{\displaystyle {\begin{aligned}H_{1}(X_{K};\mathbb {Z} )&\cong H^{1}(U(K);\mathbb {Z} )\cong H^{1}(S^{1};\mathbb {Z} )\cong \mathbb {Z} ,\\H_{2}(X_{K};\mathbb {Z} )&\cong {\tilde {H}}^{0}(U(K);\mathbb {Z} )\cong {\tilde {H}}^{0}(S^{1};\mathbb {Z} )\cong 0,\\H_{3}(X_{K};\mathbb {Z} )&\cong 0.\end{aligned}}}
В отличие от {\displaystyle H_{2}(X_{K};\mathbb {Z} )}, относительная группа гомологий {\displaystyle H_{2}(X_{K},\partial X_{K};\mathbb {Z} )} не тривиальна, а является бесконечной циклической, порождённой любой поверхностью Зейферта узла.
Как показал Христос Папакирьякопулос, высшие гомотопические группы пространства {\displaystyle X_{K}} тривиальны, иными словами, дополнение любого узла является асферическим.

## Теорема Гордона — Люке
Дополнения узла и его зеркального образа гомеоморфны. Теорема, доказанная Кэмероном Гордоном и Джоном Люке, гласит, что это единственная возможность. А именно, дополнения двух ручных узлов гомеоморфны тогда и только тогда, когда они либо совпадают, либо являются зеркальными образами друг друга. Таким образом, дополнение узла практически является его полным инвариантом.

## Классификация Тёрстона
Согласно теореме о геометризации трёхмерных многообразий, если дополнение узла является аторическим, то на его внутренности можно ввести структуру одной из восьми трёхмерных геометрий.
Дополнения торических узлов являются аторическими многообразиями Зейферта. На их внутренностях можно ввести как геометрию универсального накрытия {\displaystyle {\overline {{\rm {SL}}_{2}(\mathbb {R} )}}}, так и произведения {\displaystyle \mathbb {H} ^{2}\times \mathbb {R} }. Например, в случае трилистника геометрия с моделью {\displaystyle {\overline {{\rm {SL}}_{2}(\mathbb {R} )}}} может быть введена с помощью гомеоморфизма между внутренностью его дополнения и пространством {\displaystyle {\rm {SL}}_{2}(\mathbb {R} )/{\rm {SL}}_{2}(\mathbb {Z} )}.
Как следует из определения, дополнение узла не является аторическим в том и только в том случае, если узел является сателлитным. Согласно теореме о гиперболизации, доказанной Уильямом Тёрстоном, если узел не является сателлитным или торическим, то на внутренности его дополнения можно ввести геометрию гиперболического пространства {\displaystyle \mathbb {H} ^{3}}, причем единственным образом. В связи с этим такие узлы называются гиперболическими.
Разбиение множества всех узлов на торические, сателлитные и гиперболические называется классификацией Тёрстона.